# Colline de Froúrio

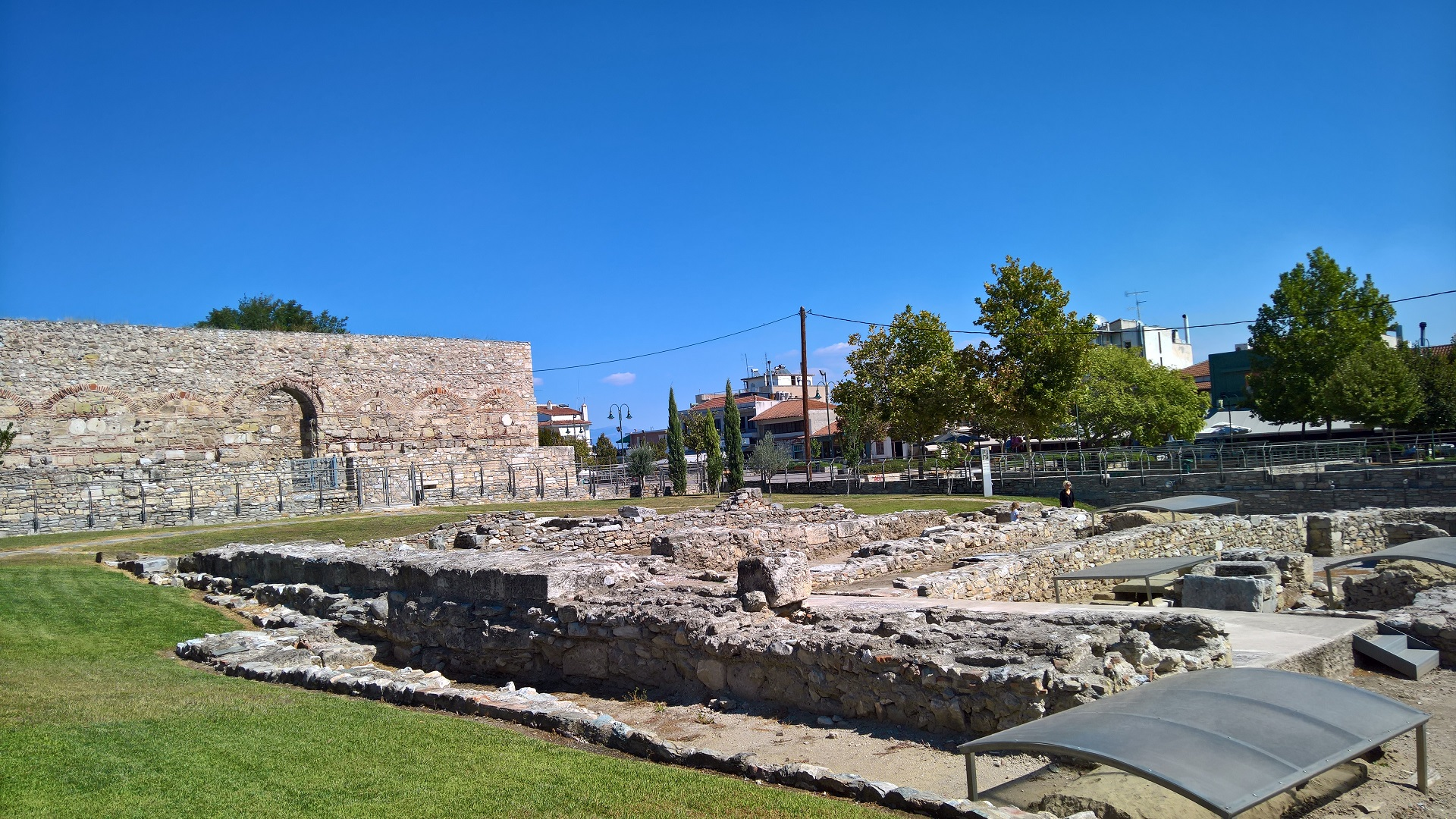
Photo actuelle du sommet de la colline, avec les ruines de la basilique byzantine primitive de Saint Achille au premier plan, et le bedesten en arrière-plan à gauche.

La colline de Froúrio, en grec moderne : Λόφος Φρουρίου / Colline de la Forteresse, est l'acropole historique de la ville de Lárissa, en Grèce.
La colline constitue la citadelle de la ville pendant l'Antiquité ainsi qu'à l'époque byzantine et comporte un certain nombre de sites archéologiques importants.
Unique sommet dans la région environnante, la colline de Froúrio est continuellement habitée depuis les premiers peuplements du territoire de la ville.
En tant que citadelle de la ville pendant la période antique, elle abrite les principaux temples, ainsi que le premier théâtre antique (en). Des fouilles archéologiques menées à l'époque moderne ont abouti à la découverte d'une basilique paléochrétienne dédiée à Saint Achille, d'un bain byzantin primitif, de vestiges des premiers murs byzantins construits sous Justinien Ier (r. 527-565), ainsi que d'une église datant de la période byzantine moyenne.
Pendant la période ottomane, ce secteur est connu sous le nom de « grand mahalla » (grec moderne : τρανός μαχαλάς), et constitue le seul quartier grec et chrétien de la ville, qui sinon n'est peuplée que de Turcs. Les Ottomans construisent un marché couvert, le bedesten, situé au cœur de la colline, autour duquel se développent le marché et le bazar de la ville. Au XIXe siècle, le bedesten est reconverti en fort, donnant au secteur son nom moderne.